# Austin Bold FC
Austin Bold Football Club is een Amerikaanse voetbalclub uit Austin (Texas). De club werd opgericht in 2018 en komt sinds 2019 uit in de USL Championship.

## Stadion
Austin Bold speelt haar wedstrijden in het Bold Stadium, dat werd gebouwd nabij het Circuit of the Americas. Er is plaats voor 5.000 toeschouwers.

## Bekende (oud-)spelers
- Edson Braafheid
- Darío Conca
- Kléber
- André Lima
- Calum Mallace
- Demar Phillips
- Isaac Promise
- Jermaine Taylor
- Kris Tyrpak
- London Woodberry